# Kelby Halbert
Kelby Halbert (Toronto, 1º gennaio 1990) è un ex sciatore alpino canadese.

## Biografia
Attivo in gare FIS dal 10 dicembre 2005, quando giunse 69º in slalom speciale a Val Saint-Côme, Halbert, residente a Bradford nella provincia dell'Ontario, esordì in Nor-Am Cup il 7 dicembre 2006 a Lake Louise in discesa libera (61º). Nel 2010 partecipò ai Mondiali juniores del Monte Bianco, in Francia, conquistando la medaglia di bronzo nella combinata,  e nello stesso anno ottenne i suoi due podi di carriera in Nor-Am Cup, entrambi a Lake Louise in discesa libera: arrivò 2º nella gara dell'8 dicembre e vinse quella disputata il giorno successivo.
Il 14 gennaio 2011 debuttò in Coppa del Mondo a Wengen in supercombinata, senza riuscire a concludere la seconda manche; il suo miglior piazzamento ne circuito fu il 50º posto ottenuto nella discesa libera di Kvitfjell del 12 marzo 2011. Prese per l'ultima volta il via in Coppa del Mondo il 3 marzo 2012, ancora a Kvitfjell in discesa libera (60º), e si ritirò al termine di quella stessa stagione 2011-2012; la sua ultima gara fu un supergigante FIS disputato il 18 aprile a Mount Bachelor, chiuso da Halbert al 38º posto. In carriera non prese parte né a rassegne olimpiche né iridate.

## Palmarès

### Mondiali juniores
- 1 medaglia:
  - 1 bronzo (combinata a Monte Bianco 2010)

### Nor-Am Cup
- Miglior piazzamento in classifica generale: 14º nel 2011
- 2 podi:
  - 1 vittoria
  - 1 secondo posto

#### Nor-Am Cup - vittorie
| Data            | Località    | Paese  | Specialità |
| --------------- | ----------- | ------ | ---------- |
| 9 dicembre 2010 | Lake Louise | Canada | DH         |

Legenda:

DH = discesa libera

### South American Cup
- Miglior piazzamento in classifica generale: 21º nel 2009
- 1 podio:
  - 1 secondo posto

### Campionati canadesi
- 3 medaglie[1]:
  - 1 oro (discesa libera nel 2011)
  - 2 argenti (discesa libera nel 2009; discesa libera nel 2010)